# Nina Fagerström
Nina Fagerström (* 28. Juni 1982 in Helsinki) ist eine finnische Springreiterin.
Im April 2012 befand sie sich auf Platz 83 der Weltrangliste.
Fagerström lebte bis März 2012 im belgischen Wolvertem, wo sie als Bereiterin bei Stephex Stables angestellt war. Anschließend mietete sie sich einen Stalltrakt im Stall der finnischen Springreiter Noora und Mikael Forsten in Guttecoven an, wo sie selbständig  tätig war. Inzwischen betreibt sie zusammen mit ihrem Lebensgefährten die Firma Finca Horses, die sich auf die Ausbildung von Reiter und Pferden spezialisiert hat. Nachdem beide zunächst in den Niederlanden ansässig gewesen waren, zogen sie im Frühling 2013 auf die Anlage von Eric Levallois in der Normandie. Im Jahr 2014 wird Nina Fagerström ihren Wohnsitz nach Kanada, dem Heimatland ihres Lebensgefährten, verlagern.

## Pferde (Auszug)
Ehemalige Turnierpferde:
- Viva (* 2002), KWPN-Schimmelstute, Vater: Corrado, Muttervater: Nimmerdor, Besitzer: Stephex Stables + Nina Fagerstrom
- Mouse (* 1998), Holsteiner Fuchswallach, Vater: Limbus, Muttervater: Grundyman, Besitzer: Stephex Stables
- Talent (* 2000), brauner KWPN-Wallach, Vater: Mermus, Muttervater: Julio Marner, Besitzer: Stephex Stables + Mr.Andre Ollevier + Nina Fagerstrom
- Laetitia (* 1999), Hannoveraner Fuchsstute, Vater: Laptop, Muttervater: Baryshnikov, 2010, zuvor von Alexander Zetterman geritten, nicht mehr im Sport.
- Wivina (* 1999), braune BWP-Stute, Vater: Baloubet de Rouet, Muttervater: Grandeur